# Stadio Qatar SC
Lo stadio Qatar SC (in arabo ملعب سحيم بن حمد‎?) è uno stadio ubicato a Doha, la capitale del Qatar; ospita le partite casalinghe del Qatar Sports Club.
Lo stadio è dotato di 12 000 posti a sedere; tutti i suoi settori sono scoperti ad eccezione della tribuna principale. È stato rinnovato nel 2010.
Ospita annualmente il Doha Diamond League, meeting di atletica leggera che fa parte del circuito della Diamond League.